# Калгурлі (родовище)

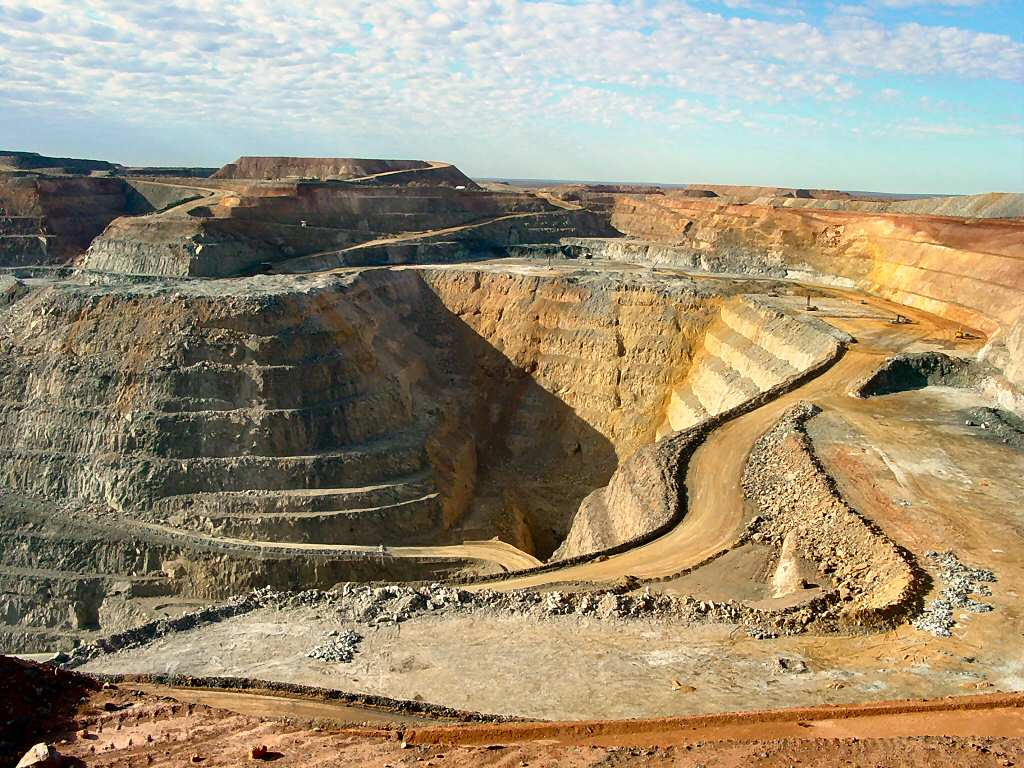

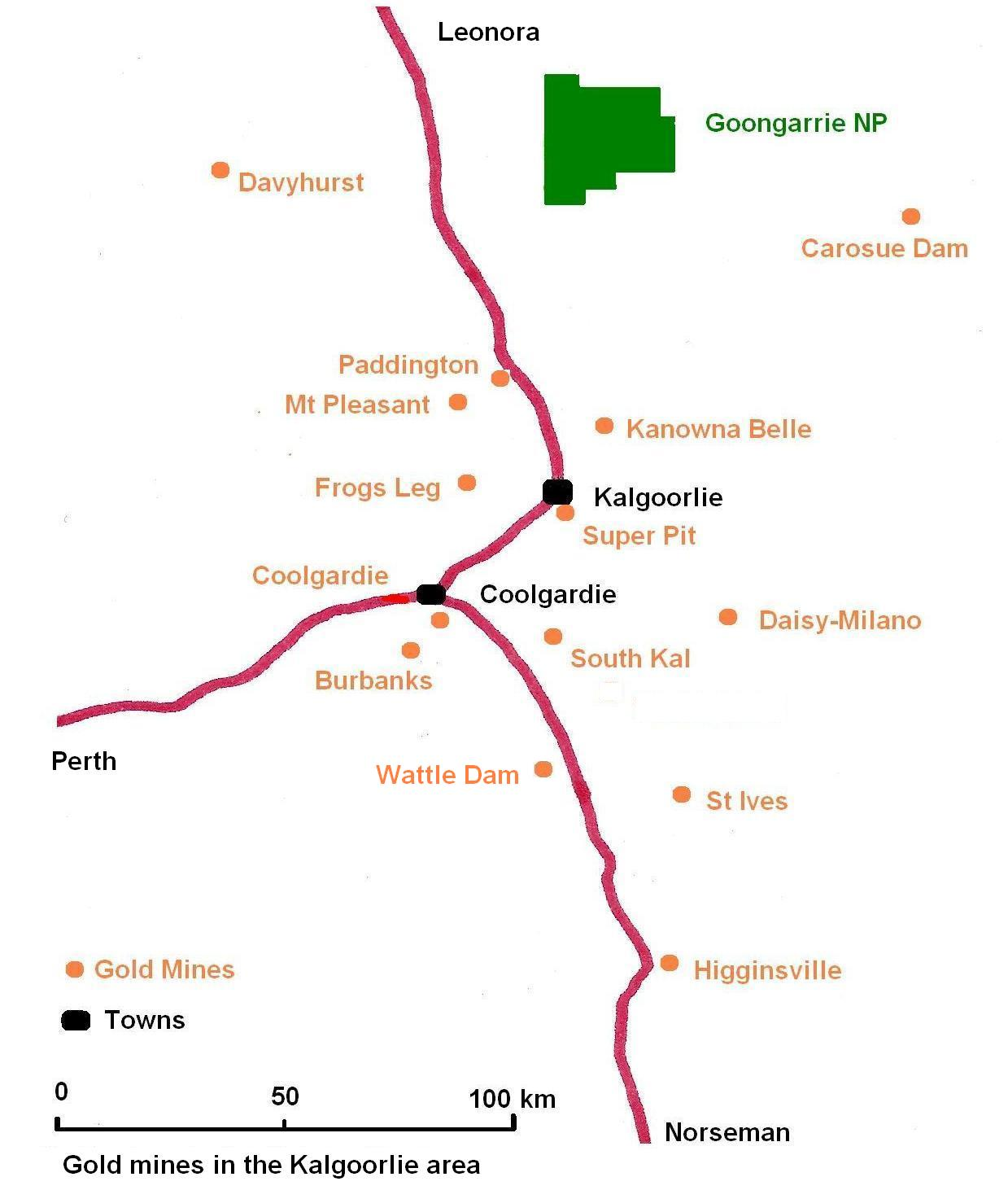

Калгурлі (англ. Kalgoorlie) — унікальне золоторудне гідротермальне родовище в місті Калгурлі, Австралія. Відкрите в 1893, розробляється з 1895 року.

## Характеристика
Загальна площа рудного поля понад 10 км². Залишкові запаси 70-100 т металу. Рудне поле розташоване на ділянці занурення синкліналі Калгурлі. Зони золотоносної сульфідної вкрапленості залягають у верхньоархейській товщі вулканітів основного складу і прошарків сланців. Відомо близько 300 рудних тіл крутого падіння потужністю 0,6-24 м. Найбільша зона — Ґолден-Майл (приблизно 5 км²).
Головні рудні мінерали: пірит, телуриди золота; другорядні — халькопірит, галеніт, сфалерит та інші сульфіди; нерудні — кварц, кальцит, альбіт, серицит. Золото присутнє у вигляді субмікроскопіч. вкрапленості (0,5-20 мкм) у піриті, 15-20 % представлене телуридами і частково вільне. До глибини близько 60 м руди окиснені.

## Технологія розробки
Видобуток ведеться шахтами («Фімістон» і «Шарлотта»). Середній вміст, золота в руді 7-9 г/т. Щорічно добувають близько 5 т металу. З часу відкриття на Калгурлі отримано понад 1100 т золота.